# Troglohyphantes nyctalops
Troglohyphantes nyctalops är en spindelart som beskrevs av Simon 1911. Troglohyphantes nyctalops ingår i släktet Troglohyphantes och familjen täckvävarspindlar.
Artens utbredningsområde är Spanien. Inga underarter finns listade i Catalogue of Life.